# Leg press

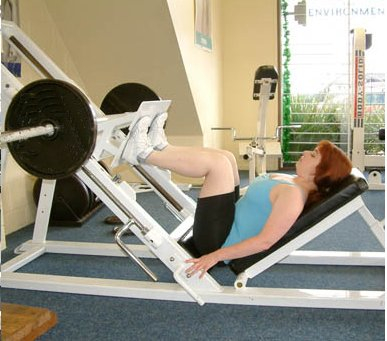
Leg press inclinado

Leg press é um equipamento para a prática de exercícios de treinamento de peso individuais, na qual a pessoa empurra um peso para longe dela, usando as suas pernas. Os principais grupos musculares envolvidos no exercício são o quadríceps, o glúteo e os isquiotibiais.